# Johanna von England (1210–1238)

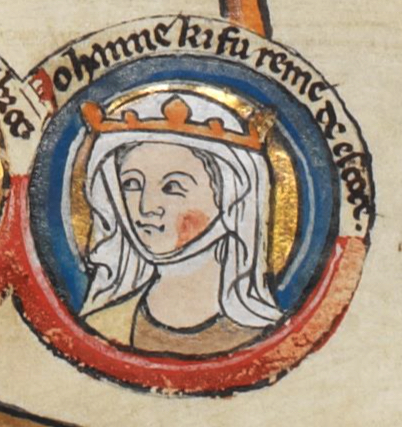
Johanna von England. Buchmalerei aus dem 13. Jahrhundert.

Johanna von England (* 22. Juli 1210; † 4. März 1238 in Havering-atte-Bower) war eine englische Königstochter, die durch Heirat schottische Königin wurde.

## Herkunft und Verlobung mit Hugo X. von Lusignan
Johanna war das dritte Kind und die älteste Tochter des englischen Königs Johann Ohneland und dessen zweiter Frau Isabella von Angoulême. Im Februar 1212 verhandelte Johann Ohneland in Durham mit dem schottischen König Wilhelm dem Löwen, wonach der schottische Thronfolger Alexander mit einer Tochter Johanns verheiratet werden sollte. Der englische König erhielt auch das Recht, Alexander zu verheiraten, doch er nutzte diese Möglichkeit nicht, die englisch-schottischen Beziehungen zu verbessern. Stattdessen versuchte er, eine politisch noch vorteilhaftere Heirat für seine Tochter zu erreichen. Einen Vorschlag des französischen Königs Philipp II., Johanna mit einem seiner Söhne zu verheiraten, wies er aber schroff zurück. Stattdessen bot er Johanna quasi als Friedensangebot der mit ihm verfeindeten südwestfranzösischen Familie Lusignan an. Das kleine Mädchen reiste mit ihrer Mutter nach Südwestfrankreich, und 1214 wurde Johanna mit Hugo X. von Lusignan verlobt, an dessen Hof sie dann aufwuchs. Als Pfand für eine später zu überreichende Mitgift erhielt Hugo von Lusignan Saintes und die Saintonge sowie die Île d’Oléron. Nach dem Tod von Johann Ohneland im Oktober 1216 forderte Lusignan die vorzeitige Überlassung dieser Gebiete. Als der englische Regentschaftsrat, der für Heinrich III., den minderjährigen Bruder Johannas, die Regierung führte, dies verweigerte, löste er die Verlobung und heiratete stattdessen ihre verwitwete Mutter Isabella von Angoulême. Diese war 1200 mit seinem Vater Hugo IX. von Lusignan verlobt gewesen, und ihre Heirat mit Johann Ohneland 1202 hatte zum Zerwürfnis zwischen dem englischen König und den Lusignans geführt.

## Geisel im Konflikt zwischen Lusignan und der englischen Regierung
Nach dem Scheitern von Johannas Verlobung bat der englische Regentschaftsrat am 22. Mai 1220, dass sie in La Rochelle an Beauftragte der englischen Regierung übergeben würde. Lusignan benutzte sie jedoch als Geisel. Er behielt Saintes, Saintonge und die Île d’Oléron besetzt und forderte die Übergabe von Isabellas Mitgift, die von der englischen Regierung noch zurückgehalten wurde. Am 15. Juni 1220 erklärte der schottische König Alexander II., der inzwischen seinem Vater Wilhelm dem Löwen nachgefolgt war, bei einem Treffen mit dem päpstlichen Legaten Pandulf und dem Regentschaftsrat in York, dass er Johannas jüngere Schwester Isabella heiraten würde, falls Johanna weiterhin in Südwestfrankreich festgehalten würde. Daraufhin vermittelte Papst Honorius III. zwischen der englischen Regierung und Lusignan, dem er Kirchenstrafen androhte, falls er Johanna weiter festhalten würde. Am 5. Oktober erklärten sich der englische Justiciar Hubert de Burgh und der Regentschaftsrat einverstanden, die Mitgift von Königin Isabella, zu dem Berkhamsted Castle und vermutlich auch Rockingham gehörten, an Lusignan zu übergeben. Im Gegenzug sollte Lusignan Johanna nach England bringen oder sie in La Rochelle zu übergeben. Daraufhin brachte Lusignan Johanna im Herbst 1220 nach La Rochelle, von wo sie nach England zurückkehrte.

## Heirat mit Alexander II. von Schottland
1221 fand in York Minster ihre Heirat mit Alexander statt, wobei das genaue Datum nicht gesichert ist. Am wahrscheinlichsten ist die Angabe der Melrose Chronicle, nach der die Heirat am 19. Juni stattfand. Am 18. Juni 1221 hatte Alexander seiner Braut Jedburgh, Crail, Kinghorn und andere Güter als Morgengabe übergeben. Aus diesen Besitzungen hatte sie jährliche Einkünfte in Höhe von etwa £ 1000. Ein Teil dieser Güter war allerdings im Besitz ihrer Schwiegermutter Ermengarde de Beaumont, so dass der schottische König offenbar ohne Abstimmung mit seiner Mutter über diese Güter verfügt hatte. Von der englischen Regierung erhielt Johanna dagegen kein Landbesitz als Mitgift. Vermutlich verzichtete die englische Regierung auf die Zahlung der Restschuld der 15.000 Merks, die der schottische König nach dem 1209 geschlossenen Vertrag von Norham an den englischen König zahlen sollte. Nach der Chronik von Matthew Paris forderte der schottische König mehrere Jahre später von Heinrich III. vergeblich die Übergabe von Northumberland, da dies von Johann Ohneland als Mitgift zugesagt worden war. Hierfür gibt es aber keine weiteren Belege.

## Geringe Bedeutung als Ehefrau
Die bei ihrer Hochzeit erst elfjährige Johanna wurde am schottischen Hof offenbar nie heimisch. Aufgrund des Altersunterschieds zu ihrem Mann, der über elf Jahre älter war, durch ihre Kinderlosigkeit und wegen ihrer dominierenden Schwiegermutter Ermengarde de Beaumont, in deren Obhut sie 1221 zunächst vermutlich gegeben wurde, gelang es ihr nicht, Bedeutung zu gewinnen und so an politischen Einfluss zu gelangen. Beim Tod ihrer Schwiegermutter 1233 war die inzwischen 23-jährige Johanna immer noch kinderlos, während ihr Mann Vater von mindestens einer unehelichen Tochter geworden war. Dazu kam es zwischenzeitlich zu politischen Spannungen zwischen Johannas Mann und Heinrich III., so dass sie sich in einer schwierigen Stellung befand. Johanna stand im Briefwechsel mit ihrem Bruder. In einem dieser Briefe, der vermutlich 1224 verfasst worden war, gab sie vermutlich von Alan of Galloway erhaltene Informationen weiter, nach denen der norwegische König Håkon IV. den rebellischen Baron Hugh de Lacy in Irland unterstützen würde. Nach der Hochzeit ihrer jüngsten Schwester Marjorie mit dem englischen Magnaten Gilbert Marshal am 1. August 1235 in Berwick blieb Johanna offenbar in England, wobei sie sich vielleicht bei ihrem Bruder für ihren Mann einsetzte. Weihnachten 1235 verbrachte sie dann bei ihrer Schwester Eleanor und bei ihrer Schwägerin Königin Eleonore von der Provence, während ihr Mann trotz einer Einladung des englischen Königs zu einem Treffen in London in Schottland blieb. Vermutlich erst am 15. September 1236 sah Johanna ihren Mann wieder, als dieser zu Verhandlungen mit dem englischen König nach Newcastle gekommen war. Im September 1237 begleitete Johanna ihren Mann, als dieser zu weiteren Verhandlungen mit Heinrich III. nach York reiste, doch auch bei diesen Verhandlungen, die zum Abschluss des Vertrags von York führten, nahm sie wahrscheinlich keinen Einfluss.

## Scheitern der Ehe
Bereits Matthew Paris vermutete, dass Johanna und ihr Mann sich zu dieser Zeit bereits entfremdet hatten und dass sie am liebsten nach England zurückkehren wollte. Ihr Bruder hatte ihr bereits vor 1236 die Güter Driffield in Yorkshire und Fen Stanton in Huntingdonshire zur Nutzung überlassen. Die Kinderlosigkeit von Johanna hatte wahrscheinlich spätestens nach 1233 zur Entfremdung des Ehepaars geführt, denn der König hatte nur noch wenige direkte Verwandte und benötigte dringend einen Erben. Allerdings erwog Alexander II. offenbar nie offen eine Annullierung der Ehe, obwohl diese weder einen Thronfolger gebracht noch seine Hoffnung auf eine Mitgift in Form von Landbesitz in Nordengland erfüllt hatte.

## Tod und Beisetzung
Nach Abschluss des Vertrags von York reiste Alexander II. am 25. September 1237 nach Schottland zurück. Johanna unternahm dagegen, vermutlich bereits schwer krank, zusammen mit ihrer Schwägerin Eleonore von der Provence eine Wallfahrt nach Canterbury. Sie kehrte nicht nach Schottland zurück und starb etwa ein halbes Jahr später auf einem königlichen Gut in Essex in den Armen ihrer Brüder Heinrich III. und Richard von Cornwall. Auf ihren Wunsch hin wurde sie in der Zisterzienserinnenabtei Tarrant in Dorset beigesetzt. Ihr Bruder Heinrich bedachte das Kloster später mit großzügigen Schenkungen und ließ ein aufwändiges Grab für sie errichten, das in der Werkstatt von Elias of Dereham in Salisbury angefertigt wurde. Es gibt dagegen keinen Beleg, dass Johannas Mann eine Schenkung an das Kloster für das Seelenheil seiner verstorbenen Frau tätigte. Warum Johanna ein junges und relativ unbekanntes englisches Kloster als Begräbnisort wählte und nicht eine der traditionellen Grablegen des schottischen Königshauses, ist unbekannt, ebenso ist rätselhaft, warum ihr Bruder Heinrich sie nicht in Westminster Abbey beisetzen ließ, wo zahlreiche weitere Mitglieder ihrer Familie ruhen. Dazu ließ er später ein marmornes Grabdenkmal für sie errichten. Die Abtei wurde während der Reformation zerstört, weder Grab noch Grabdenkmal sind erhalten geblieben. Alexander II. heiratete nach ihrem Tod in zweiter Ehe im Mai 1239 Marie de Coucy, die ihm 1241 den ersehnten Thronfolger gebar.